# Somerville College
Somerville College, založená roku 1879, je kolej Oxfordské univerzity ve Spojeném království, nacházející se na jižním konci ulice Woodstock Road v Oxfordu.
K roku 2018 byla finanční dotace koleje odhadována na 225 miliónů liber.
K roku 2018 zde studovalo 413 posluchačů a 191 absolvovalo univerzitu.

## Významní absolventi
- Margaret Thatcherová
- Indira Gándhíová
- Dorothy Crowfoot Hodgkin
- Iris Murdochová
- A. S. Byattová
- Dorothy L. Sayersová
- Kathleen Kenyon
- Marjorie Boulton
- Katherine Routledge
- Susan Cooperová